# Ai Martiri
Ai Martiri (latino: Ad Martyras) è un'esortazione scritta da Tertulliano nell'ultimo decennio del II secolo. Questa breve opera può essere ritenuta il primo esempio di esortazione al martirio cristiano scritta in lingua latina.

## Contesto
Il contesto in cui maturò la stesura di questa esortazione è quello del regno dell'imperatore Settimio Severo, durante il quale, come negli anni precedenti, i cristiani subirono continue persecuzioni. L’esortazione in questione è una delle prime opere redatte da Tertulliano, non particolarmente lunga e assai poco densa in materia di riflessione teologica.

## Contenuto
Nell'esortazione Tertulliano si rivolge ai cristiani che, dopo esser stati imprigionati a causa della loro fede, attendevano lì la morte, che sarebbe sopraggiunta a causa delle condizioni del carcere o a causa della imminente condanna. L'autore esorta e incoraggia i cristiani a non mollare dinanzi la loro condizione di prigionia, aggavata dalla fatiscenza del carcere e dalle minacce dei giudici. Per Tertulliano il martirio è un combattimento, in cui il fedele patisce e soffre, necessario per arrivare alla vittoria, ossia la garanzia di accesso al regno di Dio nei cieli. Tertulliano riprese il tema del martirio intorno al 212 con la stesura del De fuga in persecutione, ove questo sostiene che mettersi in salvo dalle persecuzioni vada in contrasto con la volontà di Dio che, attraverso queste, intende mettere alla prova la loro fede.